# Маунт-Самміт (Індіана)
Маунт-Самміт (англ. Mount Summit) — місто (англ. town) в США, в окрузі Генрі штату Індіана. Населення — 342 особи (2020).

## Географія
Маунт-Самміт розташований за координатами 40°0′12″ пн. ш. 85°23′10″ зх. д. / 40.00333° пн. ш. 85.38611° зх. д. (40.003458, -85.386131).  За даними Бюро перепису населення США в 2010 році місто мало площу 0,49 км², уся площа — суходіл.

## Демографія
Згідно з переписом 2010 року, у місті мешкали 352 особи в 139 домогосподарствах у складі 96 родин. Густота населення становила 720 осіб/км².  Було 152 помешкання (311/км²).
Расовий склад населення:
| - 97,2 % — білих - 0,3 % — корінних американців |

До двох чи більше рас належало 2,0 %. Частка іспаномовних становила 2,3 % від усіх жителів.
За віковим діапазоном населення розподілялося таким чином: 25,0 % — особи молодші 18 років, 61,4 % — особи у віці 18—64 років, 13,6 % — особи у віці 65 років та старші. Медіана віку мешканця становила 42,1 року. На 100 осіб жіночої статі у місті припадало 102,3 чоловіків;  на 100 жінок у віці від 18 років та старших — 98,5 чоловіків також старших 18 років.
Середній дохід на одне домашнє господарство  становив 53 454 долари США (медіана — 50 625), а середній дохід на одну сім'ю — 59 455 доларів (медіана — 53 750). Медіана доходів становила 36 641 долар для чоловіків та 36 591 долар для жінок. За межею бідності перебувало 13,5 % осіб, у тому числі 27,6 % дітей у віці до 18 років та 6,5 % осіб у віці 65 років та старших.
Цивільне працевлаштоване населення становило 265 осіб. Основні галузі зайнятості: виробництво — 28,3 %, освіта, охорона здоров'я та соціальна допомога — 14,7 %, будівництво — 12,1 %, роздрібна торгівля — 11,7 %.